# Limbo (film, 1999)
Pour les articles homonymes, voir Limbo.
Pour plus de détails, voir Fiche technique et Distribution.
Limbo est un film américain réalisé par John Sayles, sorti en 1999.

## Fiche technique
- Titre français : Limbo
- Réalisation, scénario  et montage : John Sayles
- Direction artistique : Keith Neely
- Décors : Brian Kasch
- Costumes : Shay Cunliffe
- Photographie : Haskell Wexler
- Musique : Mason Daring
- Pays d'origine : États-Unis
- Format : Couleurs - 35 mm - 1,85:1 - Dolby Digital
- Genre : aventure, drame, thriller
- Durée : 126 minutes
- Dates de sortie :
  - France : 22 mai 1999 (Festival de Cannes 1999), 7 juillet 1999 (sortie nationale)
  - USA : 4 juillet 1999

## Distribution
- Mary Elizabeth Mastrantonio : Donna De Angelo
- David Strathairn : Joe Gastineau
- Vanessa Martinez : Noelle De Angelo
- Hermínio Ramos : Ricky
- Kris Kristofferson : Smilin' Jack
- Dawn McInturff : Audrey
- Casey Siemaszko : Bobby Gastineau
- Kathryn Grody : Frankie
- Tom Biss : Baines
- Rita Taggart : Lou
- Leo Burmester : Harmon King
- Michael Laskin : Albright
- Jimmy MacDonell : Randy Mason

## Distinction
- Festival de Cannes 1999 : sélection en compétition